# 작은 마을의 봄
작은 마을의 봄(小城之春, Spring In A Small Town)은 중국에서 제작된 무 페이 감독의 1948년 드라마, 멜로/로맨스 영화이다. 추이 차오밍 등이 주연으로 출연하였다.

## 출연

### 주연
- 추이 차오밍
- 위위
- 이위
- 석우

## 제작진
- 미술: Dexiong Zhu